# 男子第48回・女子第43回全日本学生バスケットボール選手権大会
男子第48回・女子第43回 全日本学生バスケットボール選手権大会（だんしだい48かい・じょしだい43かい ぜんにほんがくせいバスケットボールせんしゅけんたいかい）は、1996年11月17日から24日まで8日間にわたって国立代々木競技場第二体育館などで行われた全日本学生バスケットボール選手権大会。

## 会場
- 代々木第二体育館
- 早稲田大学記念会堂
- 駒沢体育館

## 出場校

### 男子
北海道・東北
- 北海道1位 札幌大学（11年連続24回目）
- 北海道2位 北海道大学（11年ぶり23回目）
- 東北1位 秋田経済法科大学（10年連続12回目）
- 東北2位 東北学院大学（3年連続34回目）

関東
- 関東1位 日本体育大学（40年連続40回目）
- 関東2位 青山学院大学（14年連続20回目）
- 関東3位 日本大学（45年連続45回目）
- 関東4位 拓殖大学（26年連続26回目）
- 関東5位 中央大学（20年連続41回目）
- 関東6位 専修大学（12年連続31回目）
- 関東7位 筑波大学（48年連続48回目）
- 関東8位 順天堂大学（15年連続18回目）
- 関東9位 明治大学（3年連続43回目）
- 関東10位 大東文化大学（13年ぶり6回目）
- 関東11位 関東学院大学（2年連続7回目）
- 関東12位 慶應義塾大学（7年連続41回目）

北信越・東海
- 北信越1位 信州大学（20年ぶり2回目）
- 北信越2位 金沢工業大学（7年連続13回目）
- 東海1位 愛知学泉大学（9年連続9回目）
- 東海2位 中京大学（2年連続35回目）
- 東海3位 愛知学院大学（2年連続5回目）

近畿
- 関西1位 京都産業大学（26年連続26回目）
- 関西2位 同志社大学（45年連続47回目）
- 関西3位 立命館大学（8年連続19回目）
- 関西4位 近畿大学（18年連続36回目）
- 関西5位 大阪商業大学（3年ぶり34回目）

中国・四国
- 中国1位 島根大学（2年ぶり12回目）
- 中国2位 倉敷芸術科学大学（2年連続2回目）
- 四国1位 高知大学（2年ぶり9回目）

九州
- 九州1位 九州産業大学（6年連続25回目）
- 九州2位 福岡大学（6年連続37回目）
- 九州3位 九州国際大学（10年ぶり3回目）

### 女子
北海道・東北
- 北海道1位 北海道教育大学札幌校（9年ぶり4回目）
- 北海道2位 札幌大学（2年ぶり12回目）
- 東北1位 東北学院大学（8年連続15回目）
- 東北2位 仙台大学（2年ぶり3回目）

関東
- 関東1位 日本体育大学（42年連続42回目）
- 関東2位 筑波大学（42年連続42回目）
- 関東3位 早稲田大学（6年連続8回目）
- 関東4位 日本女子体育大学（42年連続42回目）
- 関東5位 青山学院大学（12年連続33回目）
- 関東6位 専修大学（13年連続13回目）
- 関東7位 東京女子体育大学（9年連続24回目）
- 関東8位 東京学芸大学（4年連続24回目）
- 関東9位 白鷗大学（初出場）

北信越
- 北信越1位 長野経済短期大学（初出場）
- 北信越2位 金沢大学（3年ぶり25回目）

東海
- 東海1位 愛知学泉大学（16年連続39回目）
- 東海2位 静岡大学（34年ぶり2回目）
- 東海3位 中京大学（2年連続16回目）
- 東海4位 愛知大学（初出場）

近畿
- 関西1位 大阪薫英女子短期大学（20年連続20回目）
- 関西2位 大阪体育大学（27年連続27回目）
- 関西3位 樟蔭東女子短期大学（21年連続21回目）
- 関西4位 立命館大学（2年連続2回目）
- 関西5位 武庫川女子大学（12年連続31回目）
- 関西6位 関西外国語大学（2年ぶり2回目）
- 関西7位 天理大学（13年連続24回目）

中国・四国
- 中国1位 徳山大学（5年連続6回目）
- 中国2位 広島大学（2年連続18回目）
- 四国1位 高知大学（2年ぶり11回目）

九州
- 九州1位 鹿屋体育大学（4年連続9回目）
- 九州2位 沖縄国際大学（4年ぶり2回目）
- 九州3位 福岡教育大学（3年連続17回目）

## 試合結果

### 男子
1回戦
- 日本体育大 82 - 68 近畿大
- 明治大 103 - 65 福岡大
- 関東学院大 96 - 52 北海道大
- 専修大 68 - 64 島根大
- 同志社大 82 - 58 中央大
- 順天堂大 66 - 59 札幌大
- 秋田経済法科大 75 - 53 立命館大
- 拓殖大 69 - 56 大阪商業大

- 日本大 130 - 59 信州大
- 筑波大 82 - 55 九州国際大
- 大東文化大 85 - 76 東北学院大
- 京都産業大 114 - 51 愛知学院大
- 九州産業大 109 - 74 金沢工業大
- 愛知学泉大 117 - 53 倉敷芸術科学大
- 慶應義塾大 102 - 54 高知大
- 青山学院大 94 - 87 中京大

2回戦
- 日本体育大 99 - 90 明治大
- 専修大 92 - 82 関東学院大
- 同志社大 76 - 65 順天堂大
- 拓殖大 93 - 59 秋田経済法科大

- 日本大 97 - 80 筑波大
- 京都産業大 85 - 70 大東文化大
- 九州産業大 90 - 67 愛知学泉大
- 青山学院大 97 - 66 慶應義塾大

3回戦
- 日本体育大 105 - 64 専修大
- 拓殖大 84 - 67 同志社大
- 日本大 76 - 70 京都産業大
- 九州産業大 74 - 62 青山学院大

5～8位決定戦
- 専修大 83 - 74 青山学院大
- 京都産業大 71 - 69 同志社大

7位決定戦
- 同志社大 60 - 58 青山学院大

5位決定戦
- 専修大 82 - 71 京都産業大

決勝リーグ
| 順位 | チーム     | 日本体育大 | 拓殖大   | 日本大   | 九州産業大 | 勝敗   | 得点 | 失点 | 差  | 勝点 |
| ---- | ---------- | ---------- | -------- | -------- | ---------- | ------ | ---- | ---- | --- | ---- |
| 1    | 日本体育大 | -          | ○ 100-77 | ○ 94-80  | ◯ 82-68    | 3勝0敗 | 276  | 225  | +51 | 6    |
| 2    | 拓殖大     | ● 77-100   | -        | ○ 80-72  | ○ 58-55    | 2勝1敗 | 215  | 227  | -12 | 5    |
| 3    | 日本大     | ● 80-94    | ● 72-80  | -        | ◯ 102-74   | 1勝2敗 | 254  | 248  | +6  | 4    |
| 4    | 九州産業大 | ● 68-82    | ● 55-58  | ● 74-102 | -          | 0勝3敗 | 197  | 242  | -45 | 3    |

### 女子
1回戦
- 日本体育大 78 - 45 広島大
- 仙台大 102 - 62 高知大
- 静岡大 74 - 51 沖縄国際大
- 大阪体育大 98 - 51 中京大
- '日本女子体育大 83 - 36 金沢大
- 鹿屋体育大 75 - 33 天理大
- 武庫川女子大 58 - 53 白鷗大
- 早稲田大 74 - 50 北海道教育大札幌

- 筑波大 64 - 63 徳山大
- 立命館大 82 - 56 愛知大
- 樟蔭東女子短大 84 - 41 東京学芸大
- 青山学院大 84 - 51 長野経済短大
- 大阪薫英女子短大 86 - 56 東京女子体育大
- 東北学院大 59 - 49 関西外国語大
- 専修大 92 - 39 札幌大
- 愛知学泉大 112 - 33 福岡教育大

2回戦
- 日本体育大 81 - 52 仙台大
- 大阪体育大 85 - 56 静岡大
- 日本女子体育大 70 - 66 鹿屋体育大
- 武庫川女子大 64 - 38 早稲田大

- 筑波大 56 - 49 立命館大
- 樟蔭東女子短大 73 - 57 青山学院大
- 大阪薫英女子短大 89 - 58 東北学院大
- 愛知学泉大 78 - 50 専修大

3回戦
- 日本体育大 72 - 62 大阪体育大
- 武庫川女子大 66 - 42 日本女子体育大
- 樟蔭東女子短大 60 - 57 筑波大
- 愛知学泉大 60 - 27 大阪薫英女子短大

5～8位決定戦
- 大阪薫英女子短大 81 - 56 日本女子体育大
- 筑波大 75 - 61 大阪体育大

7位決定戦
- 大阪体育大 70 - 54 日本女子体育大

5位決定戦
- 大阪薫英女子短大 64 - 48 筑波大

決勝リーグ
| 順位 | チーム         | 愛知学泉大 | 日本体育大 | 樟蔭東女子短大 | 武庫川女子大 | 勝敗   | 得点 | 失点 | 差   | 勝点 |
| ---- | -------------- | ---------- | ---------- | -------------- | ------------ | ------ | ---- | ---- | ---- | ---- |
| 1    | 愛知学泉大     | -          | ○ 63-38    | ○ 77-53        | ◯ 88-37      | 3勝0敗 | 228  | 128  | +100 | 6    |
| 2    | 日本体育大     | ● 38-63    | -          | ○ 70-51        | ○ 81-37      | 2勝1敗 | 189  | 151  | +38  | 5    |
| 3    | 樟蔭東女子短大 | ● 53-77    | ● 51-70    | -              | ◯ 69-50      | 1勝2敗 | 173  | 197  | -24  | 4    |
| 4    | 武庫川女子大   | ● 37-88    | ● 37-81    | ● 50-69        | -            | 0勝3敗 | 124  | 238  | -114 | 3    |

## 順位
| 順位   | 男子         | 男子          | 女子                 | 女子         |
| 順位   | 大学名       | 備考          | 大学名               | 備考         |
| ------ | ------------ | ------------- | -------------------- | ------------ |
| 優勝   | 日本体育大学 | 5年ぶり10回目 | 愛知学泉大学         | 2年ぶり8回目 |
| 準優勝 | 拓殖大学     |               | 日本体育大学         |              |
| 3位    | 日本大学     |               | 樟蔭東女子短期大学   |              |
| 4位    | 九州産業大学 |               | 武庫川女子大学       |              |
| 5位    | 専修大学     |               | 大阪薫英女子短期大学 |              |
| 6位    | 京都産業大学 |               | 筑波大学             |              |
| 7位    | 同志社大学   |               | 大阪体育大学         |              |
| 8位    | 青山学院大学 |               | 日本女子体育大学     |              |

## 表彰
| タイトル       | 男子       | 男子            | 男子  | 女子       | 女子                | 女子  |
| タイトル       | 選手名     | 所属            | 備考  | 選手名     | 所属                | 備考  |
| -------------- | ---------- | --------------- | ----- | ---------- | ------------------- | ----- |
| 得点王         | 庄司和広   | 拓殖大、4年     | 83点  | 佐々木綾   | 日本体育大、4年     | 49点  |
| 3P王           | 仲村直人   | 日本体育大、2年 | 12本  | 徳永加奈   | 樟蔭東女子短大、2年 | 7本   |
| リバウンド王   | 中元剛     | 日本大、2年     | 42REB | 小野綾子   | 愛知学泉大、2年     | 33REB |
| アシスト王     | 安西智和   | 日本大、3年     | 17本  | 中山智恵   | 樟蔭東女子短大、2年 | 9本   |
| ディフェンス王 | 曹晨榮     | 九州産業大、4年 |       | 石田佳子   | 日本体育大、3年     |       |
| 優秀選手       | 大江俊之   | 日本体育大、3年 |       | 松野美佐子 | 愛知学泉大、4年     |       |
| 優秀選手       | 大野篤史   | 日本体育大、1年 |       | 須田都古   | 愛知学泉大、1年     |       |
| 優秀選手       | 平岡富士貴 | 日本大、4年     |       | 佐々木綾   | 日本体育大、4年     |       |
| 優秀選手       | 曹晨榮     | 九州産業大、4年 |       | 徳永加奈   | 樟蔭東女子短大、2年 |       |
| 敢闘賞         | 庄司和広   | 拓殖大、4年     |       | 石田佳子   | 日本体育大、3年     |       |
| MVP            | 青木賢太郎 | 日本体育大、4年 |       | 眞鍋かおり | 愛知学泉大、4年     |       |